# ABC (澳大利亞電視頻道)
澳大利亞廣播公司主频（ABC，舊稱ABC國家電視，ABC National Television或ABC TV，2008年至2014年期間曾稱為ABC1）是澳大利亞的公共廣播機構澳大利亞廣播公司的一個電視頻道，於1956年11月5日開始播出，覆盖澳大利亞全境，2016年12月开始高标清同播。現在ABC仍然是澳大利亞廣播公司的主要頻道。

## 外部連結
- Official Site（页面存档备份，存于）
- Program Websites by Subject of ABC-TV
- ABC-TV's Program Websites – Complete List*（页面存档备份，存于）
- ABC-TV Online website in 1999
- ABC-TV Online website in 2000
- Corporate Site（页面存档备份，存于）
- Australian Broadcasting Corporation（页面存档备份，存于）